# Les Enfants de demain
Les Enfants de demain est un roman de science-fiction, écrit en 1970 par A. E. van Vogt (Canada).

## Résumé
De retour d'un long et dangereux séjour dans l'espace, un commandant de patrouille découvre que les adultes n'ont plus d'autorité sur les enfants. Dans la ville-base militaire où il réside, les enfants apprennent collectivement à être autonomes. Par ailleurs, son vaisseau est pisté par des extraterrestres désireux de connaître l'identité de ceux qui ont bombardé leur planète-mère. Un enfant extra-terrestre a été infiltré parmi les enfants terriens. Le commandant devra apprendre la souplesse et la sagesse (au contraire de la rigidité et des codes militaires) pour éviter qu'un conflit n'éclate entre les extra-terrestres et les Terriens.

## Analyse
C'est un bref roman de la pếriode psychologue de Van Vogt, dans lequel il aborde les conflits de la psychologie intérieure (celle d'une adolescente, du commandant et celle de l'enfant extra-terrestre) avec le groupe social des enfants ou des adultes. Autonomes, les enfants comme les adultes restent cependant soumis à un groupe et à ses codes, de sorte qu'une autorité s'exerce sur l'individu et lui permet de régler plus facilement ses conflits intérieurs.